# Franklin Institute
Il Franklin Institute (che prende il nome dallo scienziato e statista Benjamin Franklin) è un museo fondato nel 1824, che si trova a Filadelfia (Pennsylvania) e uno dei più antichi centri di educazione scientifica degli Stati Uniti.
L'istituto ospita il Benjamin Franklin National Memorial.